# Moratorsk
Moratorsk (Mora moro) är en djuphavsfisk i släkte mora familjen moridae (djuphavstorskar)[källa behövs] som finns i främst tempererade hav över en stor del av världen. Moratorsk är enda arten i släktet mora. 

## Utseende
Moratorsken har ett stort, trubbigt huvud med stora ögon och en skäggtöm under hakan. Sidolinjen är tydlig, och grundfärgen är gråbrun, ofta med en metallisk glans. Bröstfenorna är mörka. Analfenan är djupt inskuren, och kan ibland vara uppdelad i två. Fisken blir vanligtvis upp till 45 cm lång, även om längder upp till 80 cm förekommer.

## Vanor
Arten är en djuphavsfisk, som uppehåller sig vid kontinentalsockelns sluttningar på djup mellan 450 och 2 500 m. I undantagsfall kan den gå så högt upp som 50 m. Födan utgörs av fiskar, kräftdjur, blötdjur och andra ryggradslösa djur. Den tar även avfall. Lektiden tros infalla under vinter och tidig vår.

## Utbredning
Moratorsken lever i östra Atlanten från Island, Färöarna, Brittiska öarna via Medelhavet till Västafrika; i västra Indiska oceanen i området söder om Madagaskar, samt i Stilla havet utanför södra Chile, vid Australien utom de nordligaste delarna och kring Nya Zeeland.